# Propithecus perrieri
Propithecus perrieri är en primat i släktet sifakor som förekommer på norra Madagaskar. Den listades tidigare som underart till diademsifaka och godkänns nu oftast som självständig art.

## Utseende
Denna primat når en kroppslängd (huvud och bål) av 43 till 47 cm och en svanslängd av 42 till 46 cm. Vikten varierar mellan 3,7 och 5 kg. Med undantag av den mörkbruna framsidan är pälsen helt svart. Ansiktet är nästan naken och likaså svart eller mörkgrå. Liksom andra sifakor har Propithecus perrieri orangeröda ögon.

## Utbredning och habitat
Arten lever i ett kulligt skogsområde som är ungefär 300 km² stort. Några individer påträffades utanför skogen i mindre trädansamlingar. Tidigare fanns den även i ett annat sammanhängande skogsområde men där är arten troligen utdöd.

## Ekologi
Hos Propithecus perrieri förekommer flockar med upp till 6 medlemmar. I gruppen ingår ett dominant föräldrapar som föder ungar, ibland andra vuxna individer samt ungdjur från olika kullar. Gruppens revir är cirka 30 hektar stort. De äter blad, omogna frukter, blommor och andra växtdelar. I juni eller juli föder honan ett enda ungdjur.

## Hot och status
Individerna faller ofta offer för fossan (Cryptoprocta ferox) eller för lösgående tamhundar när de vandrar över öppen terräng till andra trädansamlingar. Dessutom hotas arten av svedjebruk och av skogsavverkningar för produktionen av träkol och för gruvdrift. Propithecus perrieri jagas även av människor. IUCN uppskattar att det finns mindre än 250 vuxna individer och listar arten som akut hotad (CR).